# Pfleiderer (Unternehmen)
Die Pfleiderer Gruppe mit Sitz in Neumarkt in der Oberpfalz ist ein führender Hersteller von Holzwerkstoffen in Europa.
Das Unternehmen verfügt über neun Produktionsstandorte in Deutschland und Polen sowie Vertriebsniederlassungen in England, Niederlande, Schweiz, Rumänien und Frankreich. Pfleiderer hat nach eigenen Angaben einen jährlichen Umsatz von ca. 1 Mrd. Euro und rund 3.500 Mitarbeiter.

## Geschichte

### Von einem mittelständischen Familienunternehmen zum Konzern
Das Unternehmen wurde 1894 als Holzhandel und Flößerei von Gustav Adolf Pfleiderer (1845–1896) in Heilbronn am Neckar gegründet und nach dessen frühem Tod von seinen Söhnen Adolf Pfleiderer (1877–1957) und Paul Otto Pfleiderer (1880–1960) fortgeführt. Nach dem Ersten Weltkrieg erweiterten die Brüder das Unternehmen hin zur Fertigung industrieller Holzprodukte. 1919 wurde ein Sägewerk in Neumarkt aufgekauft, später eine Papierfabrik in Teisnach und ein Dampfsägewerk in Großpertholz.
Maßgeblichen Anteil am Ausbau des Unternehmens hatte auch der weitere Bruder Georg Pfleiderer (1892–1973), der als Architekt das Werk in Neumarkt plante und diesem ab 1927 als Betriebsleiter vorstand. 1931 verlegte man den Unternehmenssitz nach Neumarkt.
Gegen Ende des Zweiten Weltkriegs (1944) wurde dann auch das Zentralbüro aufgrund von Kriegseinwirkungen von Heilbronn nach Neumarkt in der Oberpfalz verlegt.

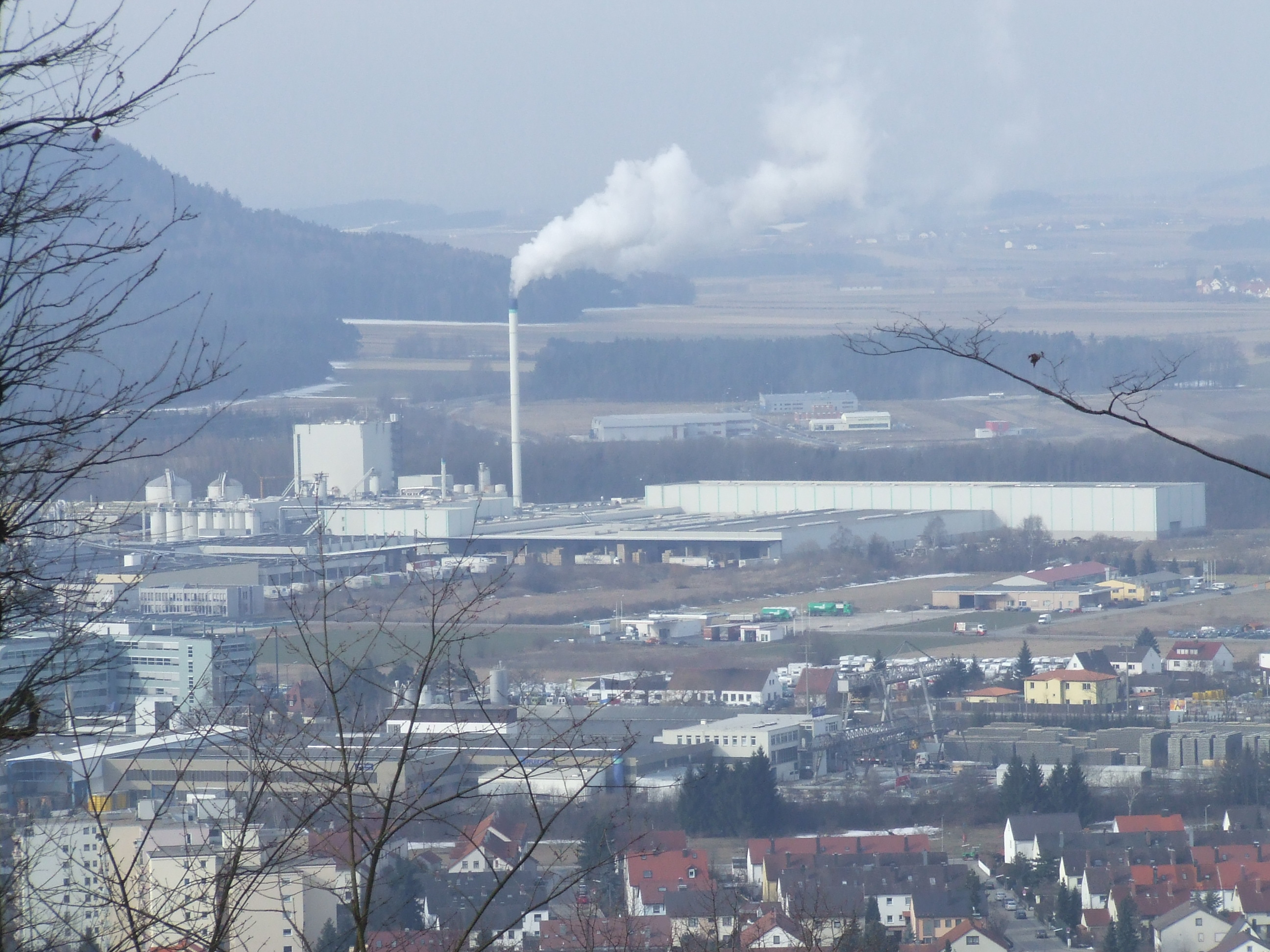
Spanplattenwerk Neumarkt in der Oberpfalz

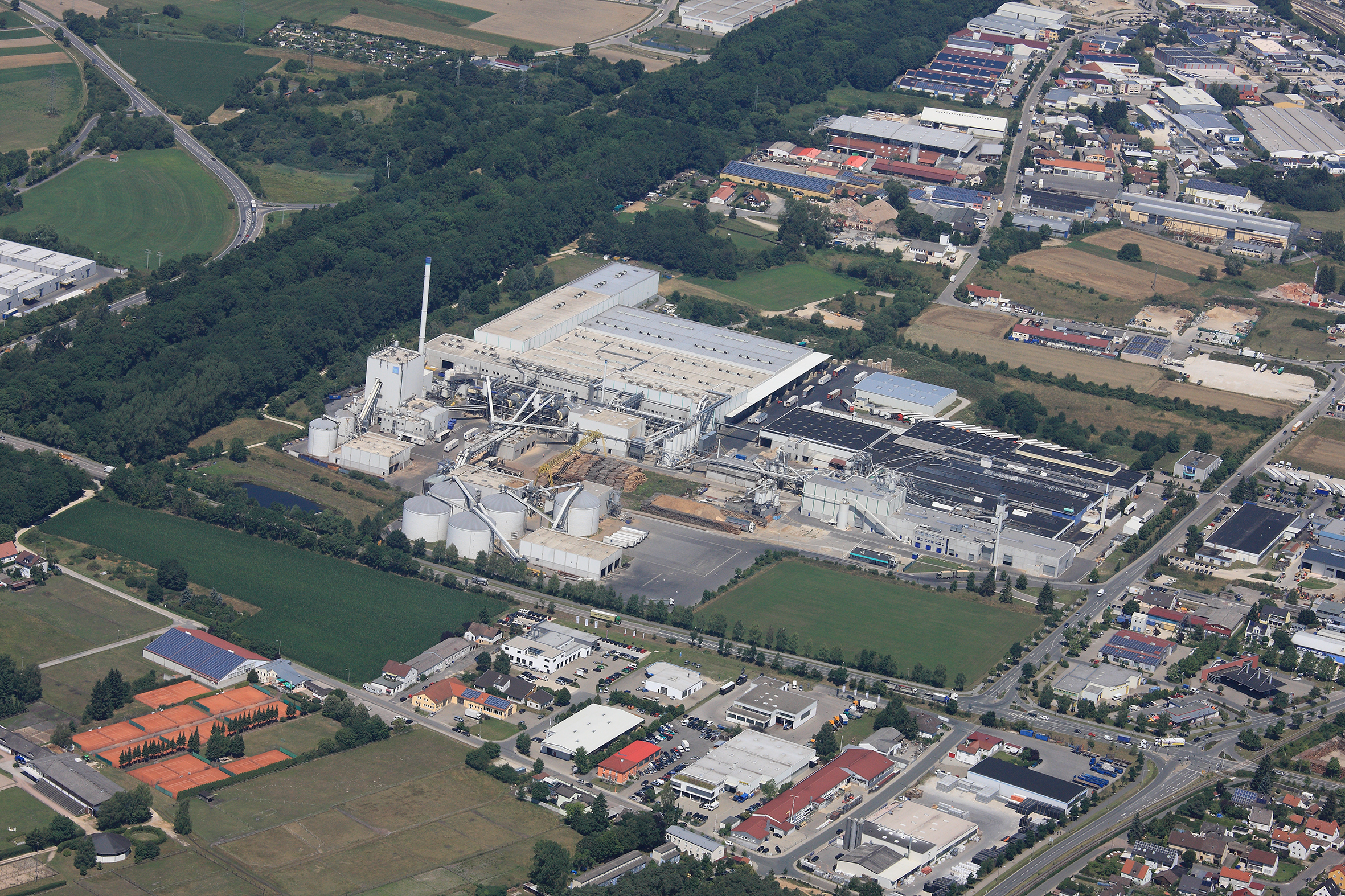
Werksgelände am Standort Neumarkt

1949 übernahm Paul Otto Pfleiderers Sohn Herbert Pfleiderer (1912–1982) die Unternehmensleitung. Unter seiner Führung erweiterte das Unternehmen seine Produktpalette über das Bauholz hinaus auf den späteren Geschäftsbereich „Infrastrukturtechnik“, namentlich Eisenbahnschwellen und Betonmasten. 1960 war das Unternehmen das größte deutsche Holzwerk. 1962 wurde die Produktion von Spanplatten aufgenommen und danach stetig ausgebaut. Um 1970 beschäftigte Pfleiderer über 1.000 Mitarbeiter. 1973 übernahm Ernst-Herbert Pfleiderer, der Sohn von Herbert Pfleiderer, die Geschäftsführung.
Ab dem Beginn der 1980er Jahre expandierte das Unternehmen in verschiedene Beteiligungen, die auch andere Bereiche der Baustoffindustrie abdeckten. 1979 etwa die Moralt-Gruppe in Peiting und Bad Tölz, 1981 die EFP-Engineered Fibreglass Products Inc. in Estill im US-Bundesstaat South Carolina, 1983 die Thermopal Dekorplatten GmbH in Leutkirch, 1986 Duropal in Arnsberg sowie 1988 Wirus in Gütersloh.
Sie alle wurden unter dem Dach der G.A. Pfleiderer Unternehmensverwaltungsgesellschaft GmbH & Co. KG und späteren Pfleiderer AG zusammengefasst.
Ende der 1990er Jahre erwirtschaftete der Pfleiderer-Konzern rund drei Milliarden D-Mark Umsatz und beschäftigte 11.200 Mitarbeiter an 40 Standorten. 1997 brachte die bisherige Alleineigentümerin, die Familie Pfleiderer, das Unternehmen an die Börse, blieb aber vorerst Hauptaktionärin.
In den folgenden 15 Jahren verkauften die Alteigentümer allmählich ihre Aktien und reduzierten damit ihren Einfluss auf das Unternehmen. Diese Entwicklung nahm mit dem Ausscheiden von Ernst-Herbert Pfleiderer aus dem Aufsichtsrat im Jahre 2010 ihren vorläufigen Abschluss.
Neuer Hauptaktionär war zu dieser Zeit bereits der Finanzinvestor One Equity Partners (OEP), der 2009 23,3 % der Anteile hielt.

### Expansion und Krise
Nach der Jahrtausendwende erwiesen sich die in der Vergangenheit zugekauften Beteiligungen zunehmend als Verlustbringer, die die Gewinne aus der Sparte Holzwerkstoffe praktisch aufzehrten. Dies war insofern problematisch, als der Konzern zu diesem Zeitpunkt bereits Finanzschulden in Höhe von rund 500 Millionen Euro aufgetürmt hatte.
2002 wurden schließlich die Bereiche Türen und Fenster sowie Dämmstofftechnik unter erheblichen Verlusten verkauft, und das Unternehmen zog sich wieder auf das Kerngeschäft mit Holzwerkstoffen und Infrastrukturtechnik zurück.
Nach erfolgreichem Abschluss der Sanierung übernahm der bisherige Leiter der Sparte Holzwerkstoffe, Hans Overdiek, das Amt des Vorstandsvorsitzenden. Dieser leitete erneute Expansionsaktivitäten ein, diesmal in den Bereich Holzwerkstoffe und Laminatböden. Dazu übernahm Pfleiderer 2005 für 479 Millionen Euro die Kunz-Unternehmensgruppe (das Werk in Baruth/Mark) (Uniboard) sowie 2007 für umgerechnet 300 Millionen Euro die schwedische Pergo AB. Zielsetzung war dabei vor allem das massive Eindringen in den US-amerikanischen Häusermarkt.
Dazu kamen einige neue Betriebsstätten in Osteuropa und Russland, um auch in diesen Gebieten die Marktführerschaft bei Holzwerkstoffen zu erlangen. Auch dort wurde ein dreistelliger Millionenbetrag investiert.
Diese rasante Expansion ließ sich nur zum Teil durch Eigenmittel und Kapitalerhöhungen finanzieren, so dass das benötigte Kreditvolumen erneut gefährlich hoch anstieg. Gleichzeitig hatte Pfleiderer mit seinen neuen Werken in Osteuropa Überkapazitäten geschaffen, die die Ertragskraft des Unternehmens schmälerten.
Als der Konzernumsatz im Zuge der Wirtschaftskrise zurückging und der US-Häusermarkt zusammenbrach, geriet Pfleiderer tief in die roten Zahlen und konnte die Zinsen nicht mehr bedienen.
Nachdem ein 2011 ausgearbeitetes Sanierungskonzept an den Anleihe-Gläubigern gescheitert war, musste der Konzern im März 2012 Insolvenz anmelden.
Pfleiderer wurde von der Investmentgesellschaft Atlantik aus Luxemburg übernommen, einer Investmentfirma des Unternehmenssanierers Michael F. Keppel.
Im Zuge der Restrukturierung wurden zahlreiche Werke in Europa geschlossen oder zum Zwecke der Schuldentilgung verkauft und das Nordamerika-Geschäft abgegeben. Der Konzern wurde dabei auf die heutigen acht Standorte mit ihren 3500 Beschäftigten verkleinert.

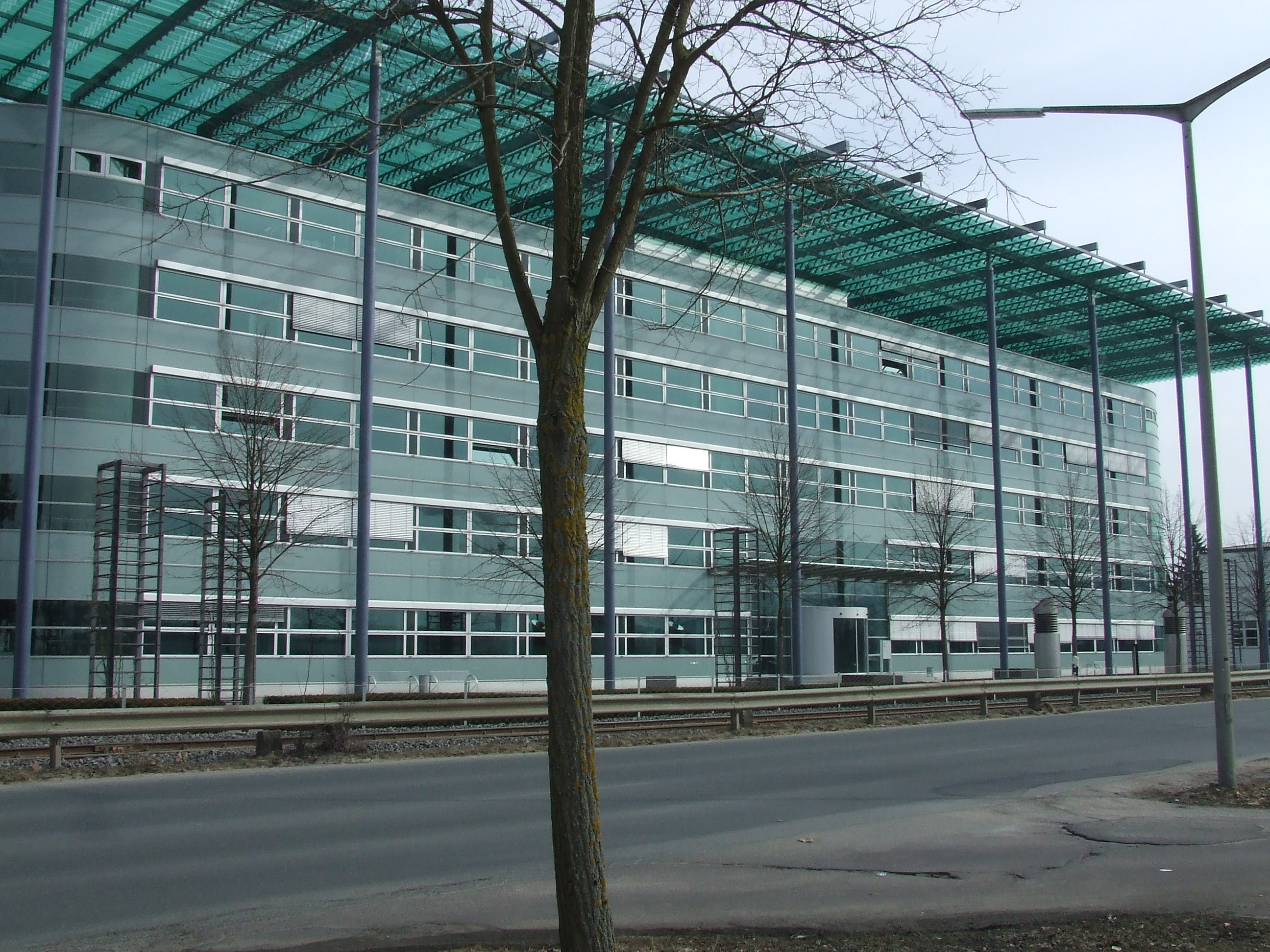
Ehemalige Hauptverwaltung und jetzige Zentrale für Westeuropa in Neumarkt

### Erneuter Eigentümerwechsel
Anfang Oktober 2015 kündigte das Unternehmen seinen erneuten, jedoch indirekten Börsengang an. Dabei sollte die an der Warschauer Börse notierte 65,1-prozentige Tochter der Pfleiderer GmbH, Pfleiderer Grajewo S.A. nach einer Kapitalerhöhung die Pfleiderer GmbH komplett übernehmen und somit zur obersten Konzerngesellschaft werden. Im Oktober 2015 wurde die Kapitalerhöhung aufgrund niedriger Zeichnungsbereitschaft seitens der polnischen Investoren vorerst abgesagt,
im Januar 2016 dann erfolgreich abgeschlossen; seither gehört Pfleiderer zur an der Warschauer Börse notierten Pfleiderer Group S.A. mit Sitz in Breslau (ehemals Pfleiderer Grajewo S.A.). Im Oktober 2019 erwarb Strategic Value Partners, eine US-amerikanische Investmentgesellschaft (gemeinsam mit dem Luxemburger Investor Atlantik, der weiterhin als Minderheitsgesellschafter beteiligt bleibt) Pfleiderer Group zu 100 Prozent. Im Rahmen der Mehrheitsübernahme beantragte die Pfleiderer Group ein Delisting und wurde im Dezember des Jahres von der Börse genommen.

## Produkte
Die Pfleiderer Gruppe bietet Produkte und Dienstleistungen mit einem Fokus auf Möbelbau, Holzfachhandel, Innenausbau und konstruktivem Holzbau an, darunter die Produktsortimente von Duropal und Thermopal.

## Kartellabsprachen
Das Bundeskartellamt verhängte 2011 Geldbußen in Höhe von rund 42 Millionen Euro wegen Preisabsprachen zwischen vier Herstellern von Holzprodukten, darunter Glunz, Pfleiderer, Kronoply sowie dem Spanplattenwerk der Rauch Möbelwerke, welches 2023 an die Egger Group verkauft wurde. Der Egger Gruppe wurde eine Strafe aufgrund der Bonusregelung erlassen.